# کاسیری (تاکنا)
کاسیری (به اسپانیایی: Casiri) یک کوه و آتشفشان چینه‌ای در پرو است که در منطقه تاکنا واقع شده‌است. کاسیری ۵٬۶۵۰ متر بالاتر از سطح دریا واقع شده‌است.